# UCI
 For alternative betydninger, se UCI (flertydig). (Se også artikler, som begynder med UCI)
UCI (Union Cycliste Internationale) er en sammenslutning som administrerer og overvåger internationale cykelbegivenheder på professionelt plan. UCI’s hovedkontor er beliggende i Aigle, Schweiz.
UCI udsteder licenser til professionelle cykelryttere og fastlægger regler omkring cykelløb og fører disciplinærsager, eksempelvis i forbindelse med doping.
- klassificerer cykelløb, tildeler point til ranglister i forskellige cykeldiscipliner etc. Se UCI's løbskategorier.

- overvåger verdensmesterskabernes forskellige cykeldiscipliner, hvor nationale hold konkurrerer. Vinderne af disse konkurrencer har ret til at bære en bluse med et regnbuefarvet bånd rundt om brystet indtil næste mesterskaber og får samtidig ret til at bære de samme regnbuefarver på ærmerne af deres bluse resten af deres cykelkarriere.

## Historie
UCI blev grundlagt den 14. april 1900 af de nationale cykelorganisationer i Belgien, Frankrig, Italien, Schweiz og USA.

### Præsidenter
| Navn               | Land           | Tidsrum   |
| ------------------ | -------------- | --------- |
| Emile de Beukelaer | Belgien        | 1900-1922 |
| Léon Breton        | Frankrig       | 1922-1936 |
| Max Burgi          | Schweiz        | 1936-1939 |
| Alban Collignon    | Belgien        | 1939-1947 |
| Achille Joinard    | Frankrig       | 1947-1958 |
| Adriano Rodoni     | Italien        | 1958-1981 |
| Luis Puig          | Spanien        | 1981-1990 |
| Hein Verbruggen    | Holland        | 1991-2006 |
| Pat McQuaid        | Irland         | 2005-2013 |
| Brian Cookson      | Storbritannien | 2013-2017 |
| David Lappartient  | Frankrig       | 2017-     |

## Diverse
I 2005 startede UCI en serie af cykelløb kalder UCI ProTour, som erstatter tidligere World Cup i landevejsløb.
- UCI ProTour 2008
- UCI ProTour 2007
- UCI ProTour 2006
- UCI ProTour 2005